# موزه دانشگاه تارتو

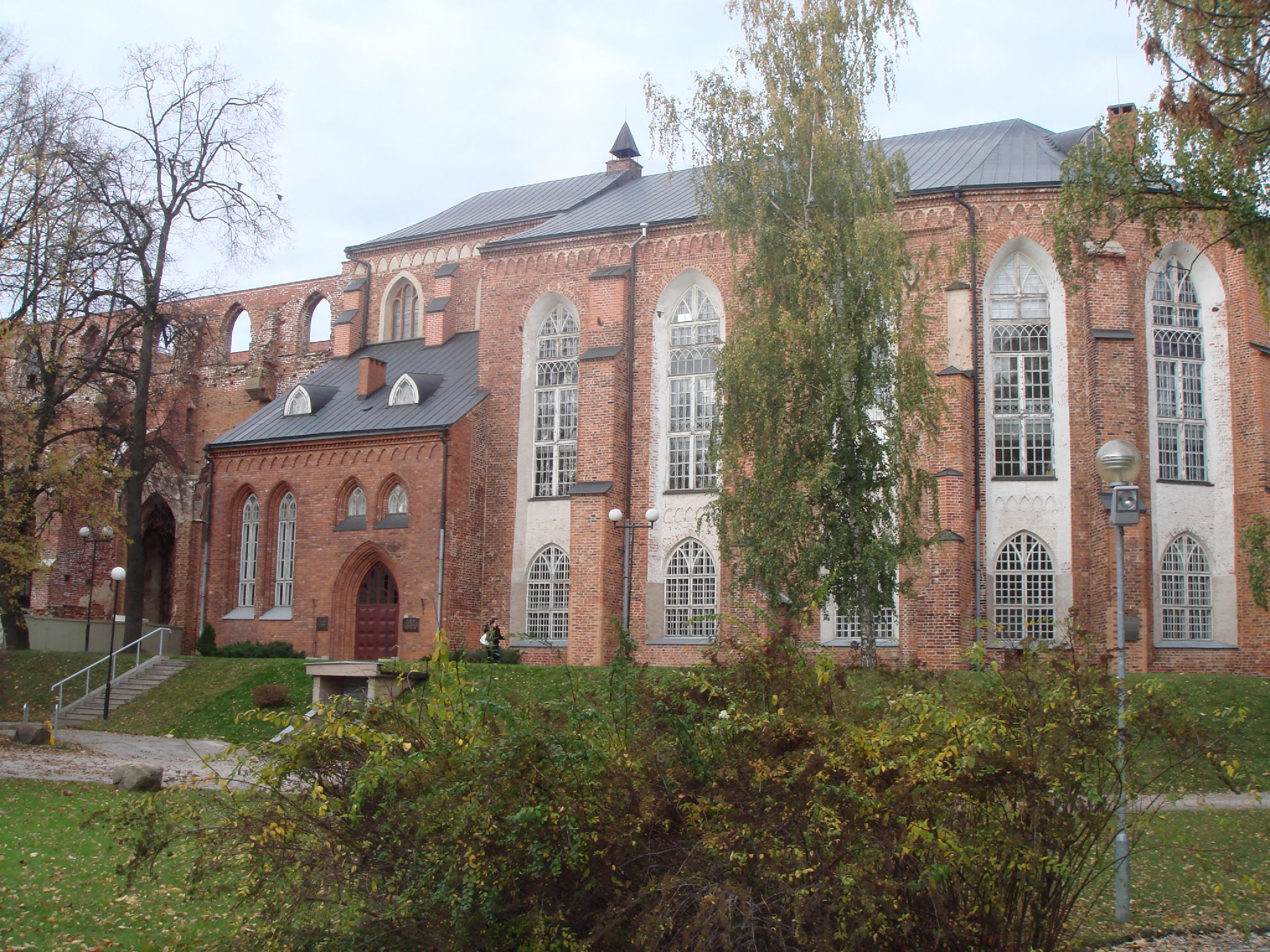
موزه دانشگاه تارتو در کلیسای جامع تارتو

موزه دانشگاه تارتو (به انگلیسی: University of Tartu Museum) شامل سه ساختمان در مجموعه تاریخی کلیسای جامع تارتو، رصدخانه قدیمی دانشگاه تارتو و موزه هنر دانشگاه تارتو است.

## مجموعه‌های موزه
مجموعه‌های موزه دانشگاه تارتو از سال ۲۰۰۴ بخشی از مجموعه تاریخ فرهنگی ملی استونی بوده‌است.
تأکید موزه بر تاریخ علم و مجموعه تجهیزات علمی است. این مجموعه شامل ۷۳٬۳۹۸ مورد، سند و عکس است
مجموعه موزه به هشت دسته تقسیم شده‌است:
- مجموعه علمی
- مجموعه نجوم-ریاضیات
- مجموعه فیزیک-شیمی
- مجموعه پزشکی
- مجموعه تاریخی
- مجموعه هنری
- مجموعه بایگانی
- مجموعه عکس